# Lebowakgomo
Lebowakgomo è un centro abitato del Sudafrica, situato nella provincia del Limpopo.